# Лернер, Натан Озиасович
Ната́н Озиа́сович Ле́рнер (30 декабря 1932, Баку — 20 октября 1993, Москва) — советский режиссёр-мультипликатор, сценарист и художник-постановщик.

## Биография
Родился в Баку в семье Озиаса Моисеевича Лернера (1902—19.01.1973), ребёнком переехавшего с родителями в Одессу из Новоселицы Бессарабской губернии, и Ревекки Исааковны Лернер (урождённой Копытель, 22.10.1908—13.10.1985). Отец, окончивший в 1928 году Одесский институт народного хозяйства по специальности экономист, работал в Баку в нефтяной промышленности. Получив в институте и позднее на дополнительных курсах знания по иностранному языку, с 1937 по 1939 год работал преподавателем английского языка. С 1940 года в связи с новым назначением в системе Наркомэлектропрома, перевёз всю семью из Баку в Москву. В период Великой Отечественной войны направлялся в длительные командировки на различные предприятия оборонной промышленности для перевода технической литературы по военной технике (полученной по программе лендлиза). После войны трудился на руководящих должностях планового хозяйства в различных министерствах. Умер в Москве в январе 1973 года и похоронен на Рогожском кладбище. Мать была певицей (меццо-сопрано), но от карьеры отказалась в пользу воспитания двух сыновей, старшего Натана и младшего Марка.
После окончания в 1953 году Московского областного Художественного училища памяти 1905 года Натан Лернер два года учился в Государственном художественном институте имени В. Сурикова в Москве, затем перешёл на художественный факультет ВГИКа, который окончил в 1959 году. Получил специальность художника мультипликационного кино.
С 1960 года — художник-постановщик киностудии «Союзмультфильм». Работая с ведущими советскими режиссёрами, такими как Михаил и Вера Цехановские («Лиса, бобёр и другие» (1960), полнометражный мультфильм «Дикие лебеди» (1962)), Ефим Гамбург («Шпионские страсти» (1967) и «Происхождение вида» (1966)) и другие, прошёл лучшую школу мультипликации.
Дебютировал в качестве режиссёра на студии «Таджикфильм», где в 1972 году поставил фильм «Аффенди, осёл и воры». С 1973 года работал на студии «Мульттелефильм» в Творческом объединении «Экран». Первая режиссёрская работа на новой студии сразу принесла признание у коллег и популярность у зрителей. Это были две серии ранее запущенного на «Мульттелефильме» мини-сериала «Приключения Мюнхаузена» — «Меткий выстрел» (1973) и «Павлин» (1974).

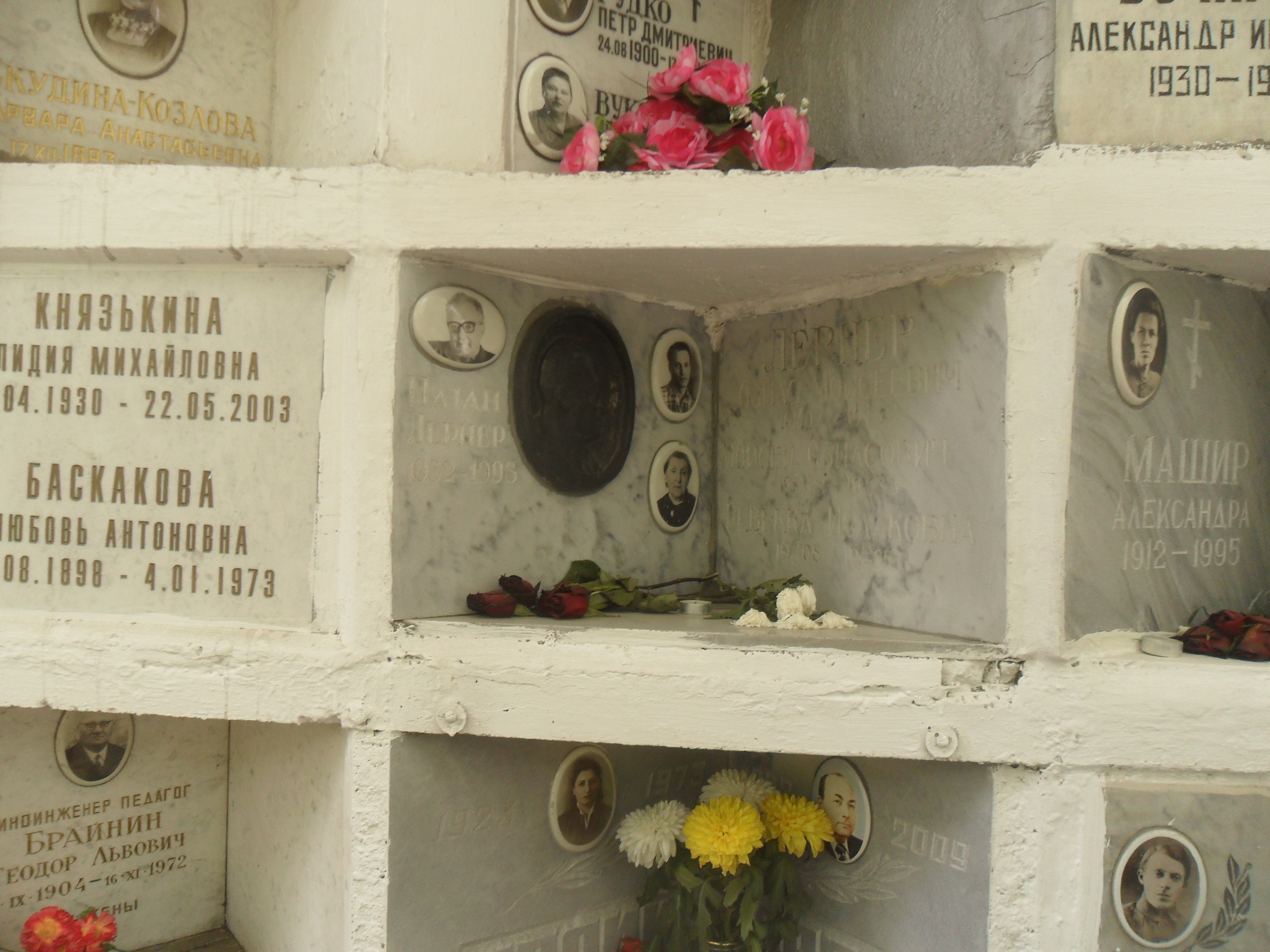
Плита колумбария Лернера на Рогожском кладбище Москвы.

В начале 1980-х годов Натан Лернер увлёкся созданием кукольных фильмов и добился заметных успехов. Лучший фильм Лернера этих лет — «Чертёнок № 13».
Специально для него писали сценарии Роман Сеф, Александр Курляндский, Аркадий Хайт, Эдуард Успенский, Людмила Петрушевская, Марина Вишневецкая.

## Награды
- 1984 — «Плюх и Плих» — Большой приз на Фестивале советской мультипликации в Рязани, 1985;
- 1987 — «В зоопарке — ремонт!» — Гран-при МФАФ в Загребе, 1988[4].

## Фильмография

### Режиссёр
1. 1972 — Аффенди, осёл и воры
2. 1972 — Успела!
3. 1973 — Приключения Мюнхаузена. Меткий выстрел
4. 1974 — Приключения Мюнхаузена. Павлин
5. 1975 — Мук-скороход
6. 1976 — Все непонятливые
7. 1977 — Марусина карусель
8. 1978 — Краденое солнце
9. 1980 — Академическая гребля
10. 1981 — Шиворот-навыворот
11. 1981 — Не заглушить, не вытоптать года
12. 1982 — Чертёнок № 13
13. 1983 — Малиновка и медведь
14. 1984 — Волшебная лопата
15. 1984 — Плюх и Плих
16. 1985 — КОАПП. Выпуск 3. Сонное царство
17. 1986 — Слон и Пеночка
18. 1987 — В зоопарке — ремонт!
19. 1987 — Все непонятливые
20. 1988 — Кот, который умел петь
21. 1989 — Музыкальный магазинчик
22. 1990 — Курица
23. 1990 — Сказка
24. 1992 — Счастливый принц
25. 1993 — Три типа и скрипач

### Сценарист
1. 1987 — В зоопарке — ремонт!
2. 1993 — Три типа и скрипач

### Художник-постановщик
1. 1960 — Лиса, бобёр и другие
2. 1962 — Дикие лебеди
3. 1963 — Африканская сказка
4. 1964 — Кот-рыболов
5. 1965 — Ваше здоровье
6. 1966 — Происхождение вида
7. 1967 — Слонёнок
8. 1967 — Шпионские страсти
9. 1968 — Старые заветы
10. 1971 — Только для взрослых (первый выпуск)
11. 1972 — Аффенди, осёл и воры
12. 1972 — Успела!
13. 1973 — Только для взрослых (второй выпуск)

Кроме того, Н. Лернер — автор ряда сюжетов для киножурнала «Фитиль».